# Dorfkirche Illsitz

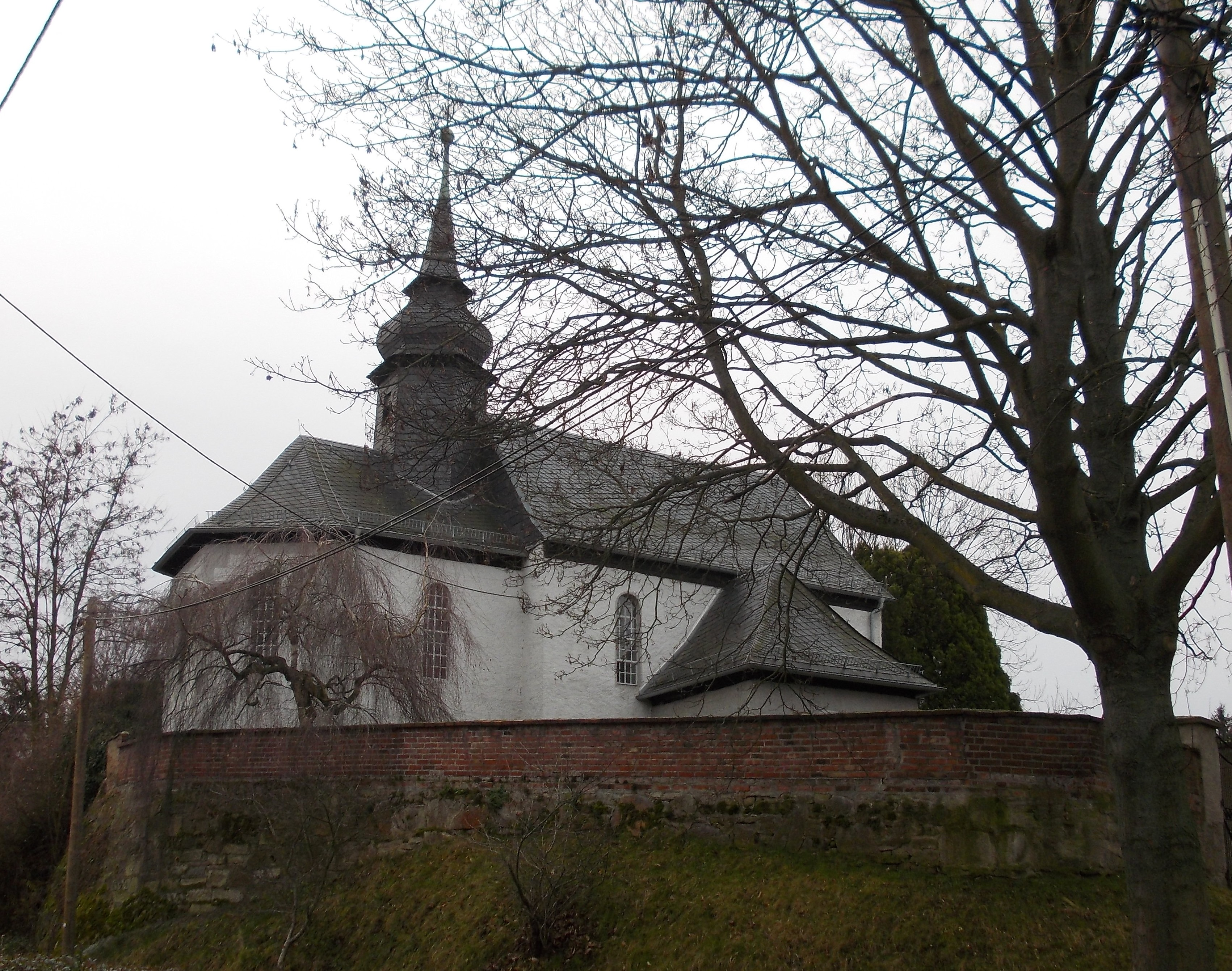
Die Kirche

Die evangelisch-lutherische Dorfkirche Illsitz steht im Ortsteil Illsitz der Stadt Schmölln im Landkreis Altenburger Land in Thüringen. Sie gehört zum Evangelisch-Lutherischen Kirchspiel Schmölln im Kirchenkreis Altenburger Land der Evangelischen Kirche in Mitteldeutschland.

## Geschichte
Die Kirche wurde im Jahre 1880 wesentlich umgebaut. Vorher gab es bereits eine spätgotische Kirche, die auf das 13. Jahrhundert zurückgehen soll. Sie befand sich schon auf der Anhöhe im oberen Teil des Dorfes.

## Architektur
Die Kirche besitzt ein rechteckiges Kirchenschiff mit dreiseitig eingezogenem Chor. Das Portal ist spätgotisch und der Turm ist ein aufgesetzter Dachreiter. Die Kanzel stammt aus dem 17. Jahrhundert und wird von Säulen getragen. An der Brüstung befinden sich die Figuren eines Engels und dreier Evangelisten. An der Kanzeltreppe steht die Figur des Matthäus. Im Kirchenschiff befindet sich ein spätgotisches Kruzifix.
Die beiden Glocken aus dem Jahr 1805 wurden in Apolda gegossen. Die Orgel baute 1856 der Orgelbaumeister Poppe aus Stadtroda.

## Mittel des Denkmalschutzes
Die Dorfkirche wurde um das Jahr 2000 mit Mitteln des Denkmalschutzes und Spenden der Landeskirche renoviert.